# تری آدامسون
تری آدامسون (انگلیسی: Terry Adamson) بازیکن فوتبال انگلیسی بود.